# Llinars del Vallés
Llinás del Vallés, Llinás o Llinars del Vallés (en catalán y oficialmente Llinars del Vallès) es un municipio, situado en la comunidad autónoma de Cataluña (España), en la provincia de Barcelona, dentro la comarca del Vallés Oriental.

## Geografía

Término municipal de Llinars del Vallés.

El término municipal de Llinás del Vallés se extiende desde los contrafuertes meridionales del macizo del Montseny hasta la cordillera Litoral. La agricultura de secano predomina sobre el regadío, situado solo a la orilla de la riera de Mogent. Los bosques son mayoritariamente mediterráneos (pinos y encinas); aunque en las cotas altas de la cordillera Litoral también abundan los robledos y los alcornocales.

## Historia
Los primeros pobladores de Llinás del Vallés datan de la prehistoria, muestra de ello son los restos arquitectónicos, que forman parte del patrimonio artístico del pueblo, que aún se conservan del poblado ibérico en el Turó del Vent (cerro del viento) como dolmen de Pedra Arca (2200 a. C.-1800 a. C.), un monumento funerario que limita con el municipio vecino de Villalba Saserra.
Los romanos también hicieron estancia en Llinás. Es una muestra la antigua Vía Romana donde hoy se alza una calle del mismo nombre, que cruzaba el Vallés y que permitió la llegada a la zona de los cultivos de cereal, viña y olivera. Por esta vía pasó Aníbal con sus elefantes en su frustrado viaje hacia Roma durante la segunda guerra púnica. Otra construcción que se conserva es la Torre del Moro o Torrassa, una torre de vigilancia situada en la cima de la Cordillera Litoral. El nombre en la época romana del municipio era Praetorio. 
A partir de la Edad Media, Llinás nace como núcleo urbano, justo después de que los Reyes Carolingios hubieran expulsado a los árabes del país, que invadieron la península ibérica en el año 711 y acabaron con la monarquía visigótica.
El nombre de Llinás aparece por primera vez en el año 919.

## Fiestas locales
- Fiesta mayor: sobre el 8 de septiembre

En general, las actividades de la fiesta mayor se extienden del 4 al 11 de septiembre aproximadamente.

## Patrimonio
- Dolmen de Pedraca

- Crónlech de Pins Rosés
- Iglesia de San Juan de Sanata
- Poblado ibérico del Turó del Vent (Colina del Viento)
- Torre del Moro o Torrassa
- Castell Vell (Castillo Viejo) o Castell del Far, declarado bien de interés cultural.
- Creus de Termes
- El Castell Nou, declarado bien de interés cultural.
- Los pozos de hielo
- Iglesia de San Cristóforo
- Iglesia de San Esteban del Coll
- Iglesia de San Juan de Sanata
- Iglesia de San Saturnino de Collsabadell
- Ermita de San Sebastián
- Santa María del Prat

## Entidades
Llinás del Vallés esta formardo por siete distritos o entidades de población.
Lista de población por entidades:
| Entidad de la población | Habitantes |
| ----------------------- | ---------- |
| Coll, El                | 33         |
| Collsabadell            | 116        |
| Llinars del Vallés      | 8542       |
| Pla Moretó, El          | 52         |
| Sanata                  | 61         |
| Sant Carles             | 68         |
| Sant Josep              | 966        |

## Demografía
Llinars del Vallés cuenta con una población de 10 740 habitantes (INE 2024).
| Gráfica de evolución demográfica de Llinars del Vallés entre 1842 y 2021 |
| |
| Población de derecho según los censos de población del INE. Población de hecho según los censos de población del INE.En estos censos se denominaba Llinás: 1842, 1857, 1860, 1877, 1887, 1897, 1900, 1910, 1920, 1930, 1940, 1950, 1960, 1970 y 1981. |

- Evolución demográfica de Llinars del Vallés entre 1991 y 2011

| 1991 | 1996 | 1998 | 1999 | 2000 | 2001 | 2002 | 2003 | 2004 | 2005 | 2007 | 2008 | 2009 | 2010 | 2011 |
| ---- | ---- | ---- | ---- | ---- | ---- | ---- | ---- | ---- | ---- | ---- | ---- | ---- | ---- | ---- |
| 5563 | 6040 | 6468 | 6710 | 6877 | 7135 | 7363 | 7631 | 7834 | 8166 | 8581 | 8839 | 9035 | 9170 | 9293 |